# Gartencenter

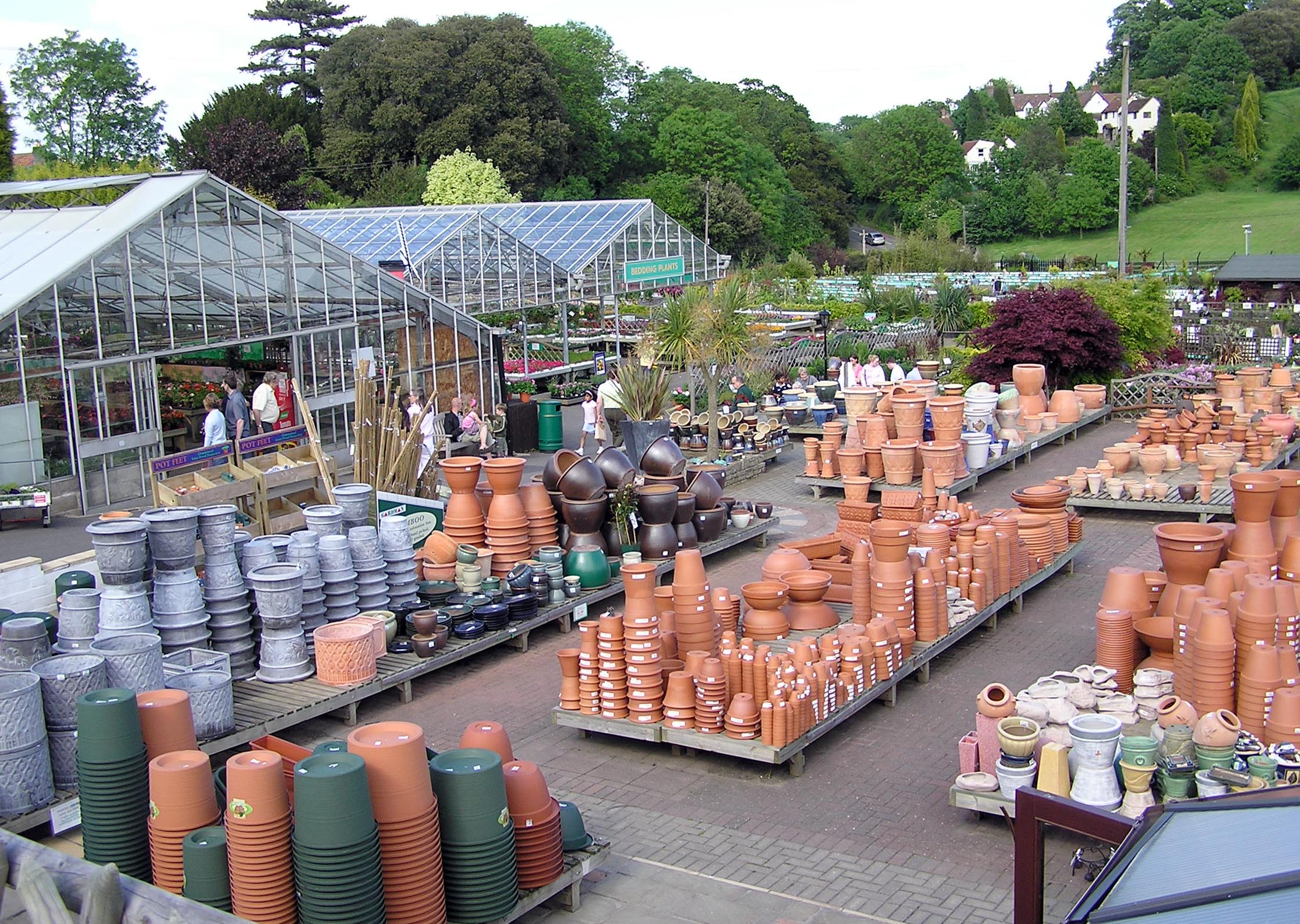
Gartencenter in Almondsbury, England

Ein Gartencenter ist ein Fachgeschäft mit der Spezialisierung auf den Verkauf von Zierpflanzen und Gartenzubehör. Es wird ein möglichst umfassendes Sortiment angeboten, wobei im Gegensatz zu Blumengeschäften der Verkauf von Schnittblumen keine oder zumindest eine untergeordnete Rolle spielt. Die Gewächshausflächen werden im Gegensatz zu sogenannten Endverkaufsbetrieben nur zur Warenpräsentation und nicht zur Produktion von Pflanzen benutzt. 
Viele Gartencenter bieten ihren Kunden auch Dienstleistungen im Bereich der Floristik, der Gartenberatung oder der Gartengestaltung an. Hierdurch sind Spezialisierungen in die drei Bereiche Anbau, Verkauf und Service eine seit Jahren zu beobachtende Entwicklung. Als Reaktion hierauf  wurde in Nordrhein-Westfalen und Bayern das Berufsbild Gärtner (Fachrichtungen Zierpflanzenbau und Baumschule) um den Schwerpunkt Verkauf und Beratung als sogenannter Verkaufsgärtner erweitert. In Österreich gibt es den Beruf Gartencenter-Kaufmann, der eine Spezialisierung innerhalb der Einzelhandelskaufleute-Ausbildung ist.

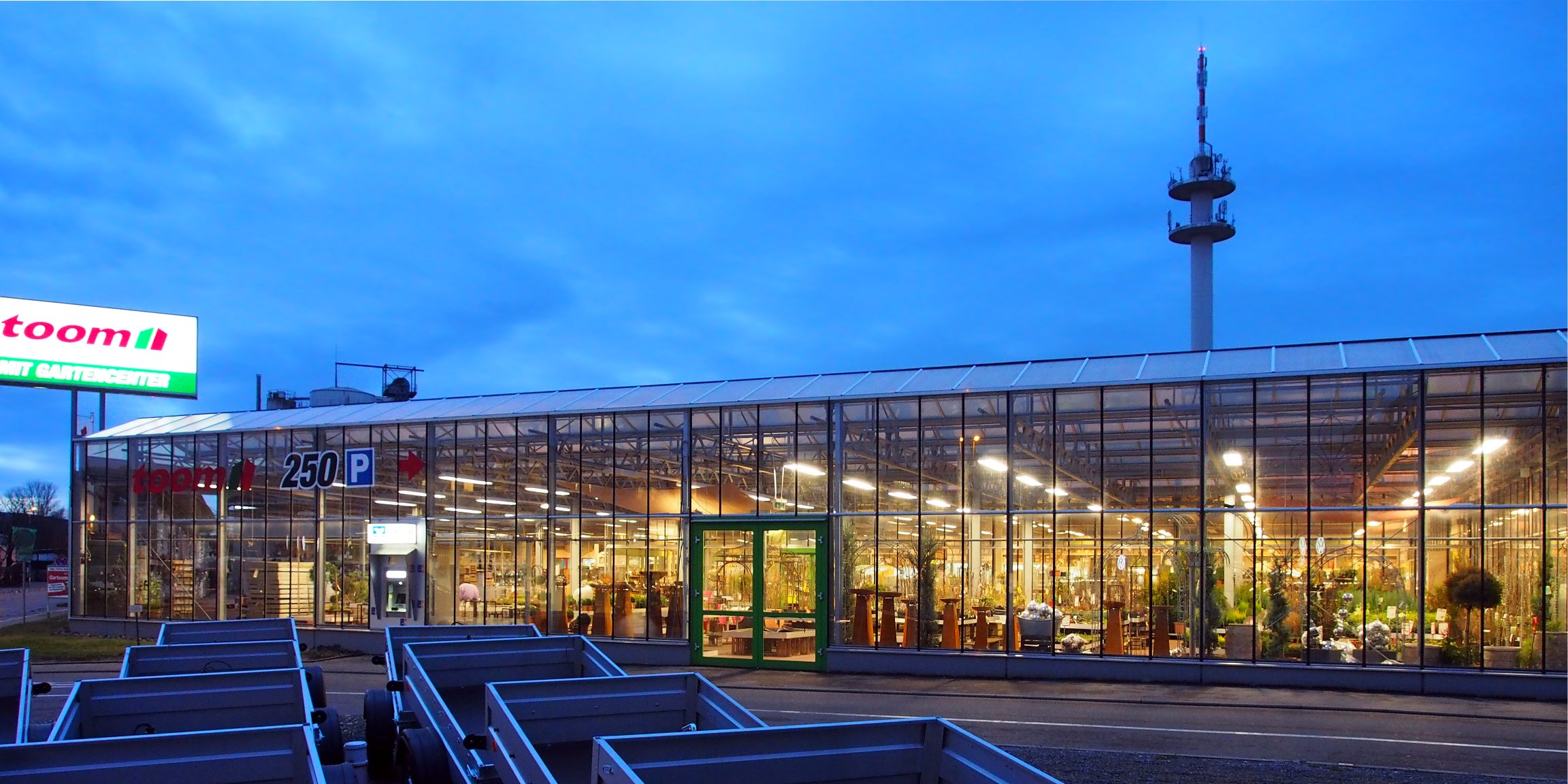
toom Gartencenter in Schorndorf

Eine weitere Entwicklung ist die Differenzierung in der Betriebsgröße:
Neben inhabergeführten, meist kleineren Gartencentern und Gartencenter-Ketten gibt es zunehmend großflächige Gartencenter, die oft an einen Baumarkt angegliedert sind. Eine besondere Nische bilden zudem die oben schon erwähnten, kleinere Endverkaufsbetriebe mit eigener Produktion bzw. Baumschule. Im Gegensatz zu den größeren Centern und Ketten mit ihrem breiten Sortiment an Zierpflanzen und saisonalen Mitnahmeartikeln findet man hier oftmals ein Spezialsortiment (z. B. Obstgehölze, Alleebäume, Solitärsträucher oder Stauden) oder  ein breiteres Sortiment an besseren Gartenpflanzen (z. B. große Koniferen, Bonsais und Formgehölze). Zudem bieten die kleineren Betriebe oftmals eine fachlich wertvollere Beratung sowie erweiterte Dienstleistungen (z. B. Gartenplanungen, Liefer- und Pflanzservices).